# Pitirim Sorokin
Pitirim Alexàndrovitch Sorokin, (Turya, Rússia, 21 de gener de 1889 - Winchester, Mass., EUA, 10 de febrer de 1968) va ser un sociòleg rus-americà que va fundar el departament de sociologia a la Universitat Harvard el 1930. En la història de la teoria sociològica, és important perquè va distingir dos tipus de sistemes socioculturals: «sensats» (empírics, basats en les ciències naturals i encoratjant-les) i «ideals» (místics, antiintel·lectuals, basats en l'autoritat i la fe).

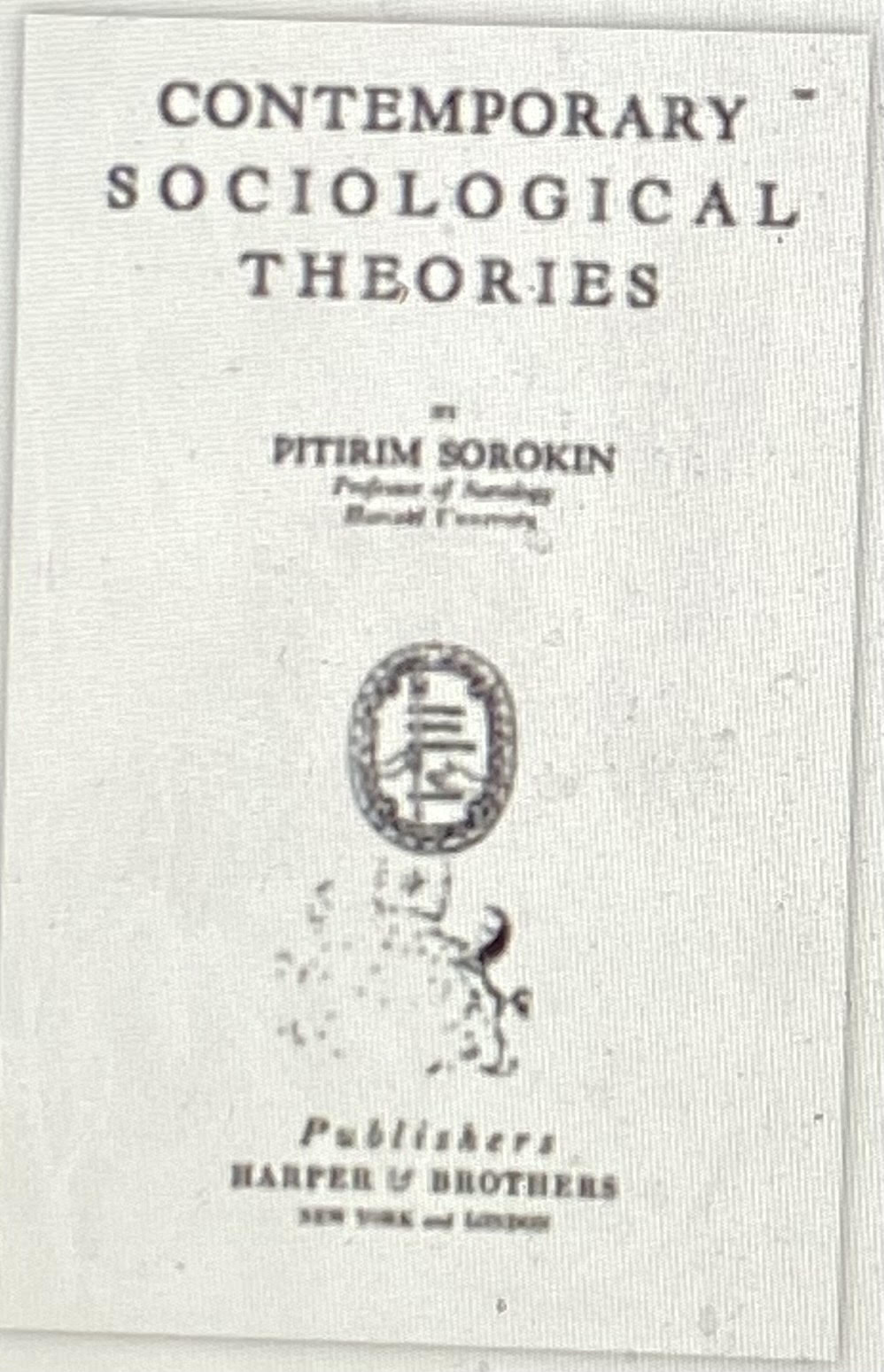
La imatge de la portada del llibre d'una de les obres més famoses de Sorokin

## Biografia
Pitirim Alexandrovich Sorokin va néixer el 4 febrer [C.J. 23 gener] de 1889, a Turia, un petit poble de Yarensky Uyezd, governació de Vologda, Imperi rus (ara districte de Knyazhpogostsky, República de Komi, Rússia), segon fill d'un pare rus i mare komi. El pare de Sorokin, Alexander Prokopievitx Sorokin, era de Veliki Ústiug i un artesà itinerant especialitzat en or i plata. Al mateix temps, mentre que la seva mare, Pelageya Vasilievna, era nativa de Zheshart i pertanyia a una família de camperols. Vasily, el seu germà gran, va néixer el 1885, i el seu germà petit, Prokopy, va néixer el 1893. La mare de Sorokin va morir el 7 de març de 1894 al poble de Kokvitsa. Després de la seva mort, Sorokin i el seu germà gran Vasily es van quedar amb el seu pare, viatjant amb ell per les ciutats a la recerca de feina. Al mateix temps, Prokopy va ser acollit per la seva tia, Anisya Vasilievna Rimsky. Aquesta darrera vivia amb el seu marit, Vasily Ivanovich, al poble de Rímia. La infància de Sorokin, transcorreguda entre els Komi, va ser complicada, però enriquida per una educació religiosa i moral. Les qualitats morals (com la pietat, la ferma creença en el bé i en l'amor) conreades en ell en aquella època donarien els seus fruits en la seva obra posterior (la seva amitologia i crida a superar la crisi de la modernitat).
Pitirim i el pare del seu germà gran van desenvolupar alcoholisme. A causa d'això, el seu pare va tenir atacs d'ansietat i pànic greus fins al punt que va abusar físicament dels seus fills. Després d'una pallissa brutal que va deixar una cicatriu al llavi superior de Pitirim, Pitirim, als onze anys, juntament amb el seu germà gran, van decidir que volia ser independent i deixar de ser a càrrec del seu pare.
A principis de 1900, mantenint-se com a artesà i empleat, Sorokin va assistir a la Universitat Imperial de Sant Petersburg a Sant Petersburg, on es va llicenciar en criminologia i es va convertir en professor.
Sorokin era un anticomunista. Durant la Revolució Russa va ser membre del Partit Socialrevolucionari, diputat de l’Assemblea Constituent russa, partidari del moviment blanc i secretari del primer ministre Aleksandr Kérenski. Després de la Revolució d'Octubre, Sorokin va continuar lluitant contra els líders comunistes i va ser arrestat pel nou règim diverses vegades abans de ser finalment condemnat a mort. Després de sis setmanes a la presó, Sorokin va ser alliberat i va tornar a ensenyar a la Universitat de Sant Petersburg, convertint-se en el fundador del departament de sociologia de la universitat. Com que havia estat un líder entre els demòcrates abans de la Revolució Russa, va ser buscat per les forces de Vladimir Lenin després que Lenin consolidés el seu poder.
Els relats de les activitats de Sorokin el 1922 difereixen; pot haver estat arrestat i exiliat pel govern soviètic, o pot haver passat mesos amagat abans d'escapar-se del país. Després d'abandonar Rússia, va emigrar als Estats Units, on es va naturalitzar el 1930 A Sorokin se li va demanar personalment que acceptés una posició a la Universitat Harvard, va fundar el Departament de Sociologia i es va convertir en un crític vocal del seu col·lega, Talcott Parsons.
Sorokin era un fervent opositor del comunisme, que considerava una «plaga de l'home». La gent el veia com un líder, però alguns el veien com un paria, cosa que pot ser la raó per la qual va ser exiliat. En aquell moment, la gent no entenia les seves idees que promourien l'emancipació i el canvi, i aquestes teories que va aportar no sempre van ser ben acceptades.
Sorokin va ser professor de sociologia a la Universitat de Minnesota del 1924 al 1929 quan va acceptar una oferta del president de la Universitat Harvard per incorporar-se a la facultat de Harvard, on va continuar treballant fins al 1959. Un dels seus alumnes va ser l'escriptora Myra Page.

## Inspiració
El 1910, el jove Sorokin va quedar sacsejat fins al fons per la mort del gran escriptor rus Lev Tolstoi. A l'article «LN Tolstoi com a filòsof» (1912) va realitzar una reconstrucció de l'ensenyament religiós i moral de Tolstoi, que considerava com la representació filosòfica d'un sistema harmoniós i lògic. L'ensenyament de Tolstoi va superar els límits habituals de la filosofia tradicional i va florir en un cert tipus de filosofia moral, que va atreure enormement a Sorokin. Va marcar l'estructura de l'ensenyament de Tolstoi fonamentant-la en «la tradició de quatre grans problemes filosòfics: l'essència del món; la naturalesa de l'ego; el problema de la cognició i la qüestió dels valors». Segons Tolstoi, Déu és la base de la nostra existència i l'amor és el camí cap a Déu. Sorokin va formular els principals principis que van formar la base de l'ètica cristiana de Tolstoi: el principi de l'amor, el principi de la resistència no violenta al mal i el principi de no fer el mal. Es va adherir a aquests principis durant tota la seva vida, cosa que es demostra al llarg d'aquest article.

## Obres i interessos
Abans dels seus èxits com a professor als Estats Units, va publicar el 1924 Fulles d'un diari rus, donant un compte diari, i de vegades per hores, de la Revolució Russa. Va començar per primera vegada el febrer de 1917, on va estar al capdavant de la creació d'un govern provisional, només per veure'l desembolicar-se i perdre el poder en mans dels bolxevics l'octubre de 1917. El 1950, Sorokin va publicar una addenda al llibre anomenat Els trenta anys després. És un relat personal i brutalment honest de la revolució i el seu exili.
Els escrits acadèmics de Sorokin són extensos; va escriure 37 llibres i més de 400 articles. Les seves controvertides teories del procés social i la tipologia històrica de les cultures s'exposen a Social and Cultural Dynamics (4 vol., 1937–41; rev. i ed. abreujada 1957) i moltes altres obres. Sorokin també estava interessat en l'estratificació social, la història de la teoria sociològica i el comportament altruista.
El treball de Sorokin segueix un patró al llarg del temps des d'un període inicial d'escrits diversos, dinàmiques socioculturals i crítica social, i després l'altruisme. Creia que l'altruisme tenia molt suport científic per a això. Després d'anar a Harvard l'any 1930, Sorokin va trobar la seva vocació i va començar el seu famós estudi de la civilització mundial que va portar a l'obra per la qual és més conegut, Dinàmica social i cultural. Aquest treball va marcar el to de la condemna de la nostra cultura sensata que és destacada en tots els escrits de Sorokin des de 1937. Aquesta condemna és part de la raó per la qual sempre va ser interpel·lat perquè la gent no estava preparada i acceptava la idea del canvi i ningú estava disposat a assumir la responsabilitat de les seves accions. L'extens estudi de Sorokin el va convèncer que la nostra civilització és massa materialista, desorganitzada i en perill imminent de col·lapse. Va passar la dotzena d'anys següents advertint el públic del perill i buscant una sortida i una manera de canviar la societat.
Una de les seves obres, Rússia i els Estats Units (1944) es considera propaganda de la pau en temps de guerra. Sorokin argumenta que la cultura americana i russa tenen tan en comú que aquestes dues nacions, destinades a ser els principals centres de poder de la postguerra, tindran una base segura per a l'amistat. Les dues nacions exemplifiquen la unitat en la diversitat. Les seves cultures afavoreixen l'amplitud de perspectives, el cosmopolitisme i una sana autoestima temperada amb tolerància cap a altres societats.
Les seves obres són atemporals pel fet que van poder obrir nous camps d'estudi i deixar pas a maneres de pensar més innovadores. Els seus treballs van tractar una gran varietat de temes des de la sociologia rural, la guerra, la revolució, la mobilitat social i el canvi social. Tot i això, es va mantenir fidel a les seves obres i part del motiu pel qual va poder lluitar per tants canvis i reformes va ser el seu compromís amb la seva religió. Era d'ascendència komi i es considerava una de les persones més treballadores i religioses d'Europa.

### Diferenciació social, estratificació social i conflicte social
El treball de Sorokin abordava tres teories significatives: la diferenciació social, l'estratificació social i el conflicte social. La idea de diferenciació social descriu tres tipus de relacions socials. El primer és familiar, que és el tipus pel qual ens esforçaríem generalment. És la relació que té més solidaritat, es tenen en compte els valors de tots els implicats i hi ha una gran interacció.
L'estratificació social es refereix al fet que totes les societats estan dividides jeràrquicament, amb estrats superiors i inferiors i distribució desigual de la riquesa, el poder i la influència entre els estrats. Sempre hi ha certa mobilitat entre aquests estrats. Les persones o grups poden pujar o baixar de la jerarquia, adquirint o perdent el seu poder i influència.
El conflicte social fa referència a la teoria de la Guerra de Sorokin. Sigui interna d'una nació o internacional, la pau es basa en la similitud de valors entre un país o entre diferents nacions. La guerra té una fase destructiva quan es destrueixen els valors i una fase decreixent, quan es restableixen alguns dels valors. Sorokin pensava que el nombre de guerres disminuiria amb l'augment de la solidaritat i la disminució de l'antagonisme. Si els valors d'una societat insisteixen en l'altruisme en lloc de l'egoisme, la incidència de la guerra disminuiria.

### Tres tipus principals d'integració cultural
La gran obra de Sorokin és considerada per molts com una dinàmica social i cultural. Classifica les societats segons la seva 'mentalitat cultural'. Això pot ser «ideacional» (la realitat és espiritual i immaterial), «sensatiu» (la veritat és material i totes les coses estan en moviment) o «idealista» (una síntesi de les dues).»«
Va suggerir que les civilitzacions significatives evolucionen d'una mentalitat conceptual a una idealista i, finalment, a una mentalitat sensata. Cadascuna d'aquestes fases del desenvolupament cultural no només pretén descriure la naturalesa de la realitat, sinó que també estipula la naturalesa de les necessitats humanes i els objectius que s'han de satisfer, fins a quin punt s'han de satisfer i els mètodes de satisfacció. Sorokin ha interpretat la civilització occidental contemporània com una civilització sensata, dedicada al progrés tecnològic i va profetitzar la seva caiguda en la decadència i l'aparició d'una nova era ideacional o idealista. A Fads and Foibles, critica la investigació Genetic Studies of Genius de Lewis Terman, mostrant que el seu grup seleccionat de nens amb un coeficient intel·lectual alt ho va fer tan bé com ho hauria fet un grup aleatori de nens seleccionats d'orígens familiars similars.

### Cinc dimensions de l'amor
Segons Pitirim A. Sorokin, pioner de la investigació equilibrada de l'altruisme, l'energia de l'amor té almenys cinc dimensions: Intensitat, Extensió, Durada, Puresa i l'Adequació de la seva manifestació en accions objectives, en relació al seu propòsit interior. En intensitat, l'amor oscil·la entre zero i el punt més alt possible, designat arbitràriament com a infinit. En extensió, l'amor va des del punt zero de l'amor a un mateix, fins a l'amor de tota la humanitat, de totes les criatures vives i de l'univers sencer. En durada, l'amor pot anar des del moment més breu possible fins als anys o durant tota la vida d'un individu o d'un grup. En puresa, l'amor va des de l'amor motivat només per l'amor, sense la contaminació d'un «motiu brut» d'utilitat, plaer, avantatge o benefici, fins a l'«amor brut» on l'amor no és més que un mitjà per a un utilitarista o hedonista. o un altre extrem, on l'amor és només el degoteig més prim en un corrent fangosa d'aspiracions i propòsits egoistes. En l'adequació de l'amor, es basa en l'expectativa de cada persona de mostrar amor, ser amable i comprendre les conseqüències de les seves accions.
En el seu treball sobre l'amor, «Amor altruista», Sorokin espera donar els primers passos per descobrir quins tipus de persones poden arribar a ser sants o veïnals i, finalment, establir les bases per produir més persones que s'adaptin a aquest perfil per millorar la societat. Ho va fer estudiant la vida de sants, veïns i altres persones en funció del seu sexe, gènere, raça i estatus socioeconòmic.

## Política
Sorokin estava molt implicat en la política, els seus interessos estaven en qüestions relacionades amb la legitimitat del poder, la democràcia representativa de Rússia i com es connecta amb la qüestió nacional del país pel que fa a la seva estructura democràtica. Creia que després de la caiguda del comunisme, sorgiria una nova versió de Rússia. També creia que treure Rússia de la seva crisi animaria el món a utilitzar l'amor altruista, una part vital de la seva investigació.
Sorokin també va crear el Centre per a l'Estudi de l'Altruisme Creatiu a Harvard, i allà va desenvolupar i proposar les seves idees sobre l'ètica de l'amor i la solidaritat social. Amb aquest programa, va poder expressar com podem salvar la humanitat mitjançant accions altruistes fetes des de l'amor.

## Col·laboració amb altres sociòlegs
Amb l'ajuda financera d’Eli Lilly, un amic de Sorokin que era hereu farmacèutic, va poder fer més investigacions sobre l'altruisme creatiu. A partir d'aquesta investigació, va guanyar molta popularitat i va ser molt respectat per altres sociòlegs i sociologia. Va ser conegut com el «fundador de la sociologia de l'altruisme». Així, se li va permetre crear «The Harvard Research Center in Creative Altruism» l'any 1949 i va tenir dos instructors sota ell, Alfredo Gotsky i Talcott Parsons.
Encara que Sorokin i Parsons van treballar junts com a col·legues, Sorokin va criticar durament les obres de Parsons perquè tenien opinions oposades. Sorokin desaprovava les formes de civilització dels Estats Units i se sentia com si estigués en decadència, creant tensió entre Sorokin i Parsons (Parsons era un sociòleg nord-americà mentre Sorokin era rus). La fractura entre ells es va posar a prova quan la Universitat Harvard i la comunitat de sociologia nord-americana van afavorir les opinions de Parsons i es va apoderar de la posició administrativa de Sorokin a Harvard.
La investigació de Sorokin també es va centrar en la societat rural, fent-lo més accessible i consultable per altres conservadors morals. Això va iniciar la seva col·laboració amb Carle Zimmerman, i junts van ampliar la perspectiva de la sociologia rural-urbana. Creien que la forma de vida rural s'establia a partir de les següents característiques: una família conservadora i tradicional, una economia basada en el treball manual o a partir d'un negoci familiar i domèstic i la seva vinculació amb aquesta, fos sociològica, demogràfica o econòmica.

## Associació Americana de Sociologia
Pitirim A. Sorokin va ser el 55è president de l'Associació Americana de Sociologia. El seu estatus presidencial no li va arribar fàcilment, ja que molts dels seus companys van trobar que la seva elecció era molt endarrerida. Sorokin l'any 1952 va perdre les eleccions davant Florian Znaniecki, i no va rebre la segona nominació habitual. El 1963, després de la influència dels seus antics estudiants i d'altres sociòlegs d'alt rang, es va convertir en el primer sociòleg nominat a ser elegit president amb el 65% dels vots.
Una de les obres populars de Sorokin va ser el seu discurs presidencial, que es titulava «Sociologia d'ahir, d'avui i de demà». En aquest discurs Sorokin va parlar molt de la transformació de les sociologies del descobriment a la investigació. Molts sociòlegs de l'època estan començant a refinar teories i obres més antigues, alhora que s'adapten al creixement de la societat. El mateix Sorokin va treballar per verificar els mètodes dels sociòlegs precedents, mentre mirava al futur de la sociologia i en quins aspectes podia créixer i influir-hi. Va reconèixer com ara la sociologia es considerava significativa i un «regne de la realitat». Algunes influències de la sociologia que Sorokin va mirar eren els sistemes culturals, els sistemes socials i els individus que creen, realitzen i intercanvien.

## Impactes importants en personatges influents
Sorokin va impactar l'historiador Allan Carlson. Va estar d'acord amb Sorokin i la seva desaprovació del comunisme. Carlson també es considerava a favor de la família i estava d'acord amb l'opinió de Sorokin sobre com l'entorn més ideal d'una família és viure en pobles íntims i semblants a pobles petits.
Sorokin també va afectar el quaranta-vuitè vicepresident, Mike Pence, que el va citar mentre defensava la seva fallida resolució de la Cambra, l'esmena de protecció del matrimoni el 2006, quan hi va haver debats sobre el matrimoni entre persones del mateix sexe. Pence va declarar: «El matrimoni és important segons els investigadors. El sociòleg de Harvard Pitirim Sorokin va trobar que al llarg de la història, el col·lapse de la societat sempre es produeix després de l'adveniment del deteriorament del matrimoni i la família».
Sorokin va escriure al president John F. Kennedy el 1961 quan els Estats Units es trobaven en un nivell màxim de fricció amb Rússia. A la seva carta, Sorokin es va expressar com a coneixedor en la interacció amb els líders comunistes. També va intentar aturar cap guerra, ja que creia que cap dels problemes subjacents es resoldria fins que «les relacions mútues fossin substituïdes per relacions d'amistat real». També demana que Kennedy es refereixi a la seva obra sociològica «Convergència mútua dels Estats Units i la URSS al tipus sociocultural mixt» per ajudar-lo a decidir sobre la guerra i què fer amb la relació entre els Estats Units i Rússia.

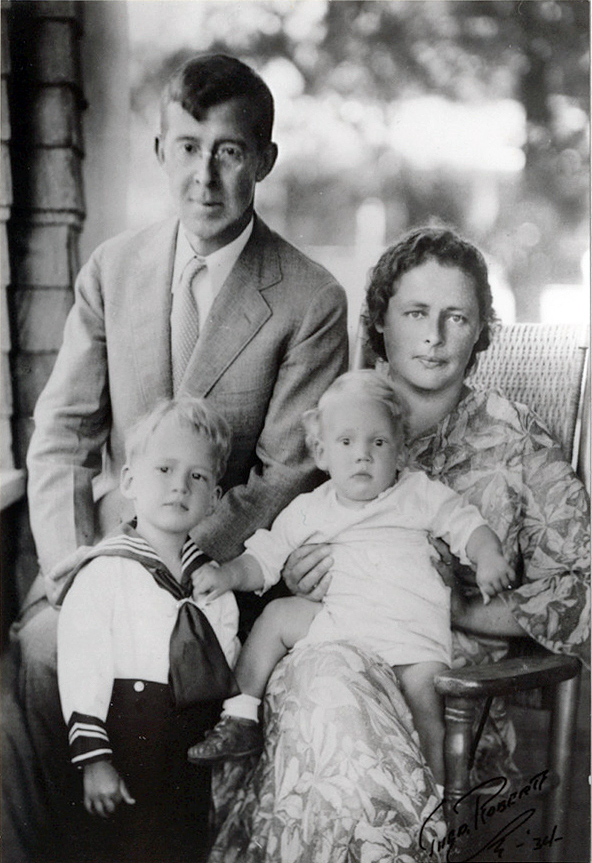
Imatge de Pitirim Sorokin i la seva dona juntament amb els seus dos fills el 1934.

## Vida personal i mort
Sorokin es va casar amb la doctora Helen Baratynskaya, amb qui va tenir dos fills, Peter i Sergey. El seu fill, Peter P. Sorokin, va coinventar el colorant làser.
Sorokin va patir una malaltia greu, i després de lluitar durant dos anys, va morir el 10 de febrer de 1968, als 79 anys, a Winchester, Massachusetts. Es va celebrar un servei ortodox rus a casa per a la família, seguit d'un servei eclèctic a l’Església Memorial de la Universitat Harvard.
La Universitat de Saskatchewan té actualment papers de Sorokin a Saskatoon, el Canadà, on estan disponibles per al públic. El març de 2009, el Centre de Recerca Sorokin es va establir en les instal·lacions de la Universitat Estatal de Syktyvkar en Siktivkar, República de Komi, amb la finalitat d'investigar i publicar materials d'arxiu, principalment de la col·lecció de la Universitat de Saskatchewan. El primer projecte de recerca, «Correspondència seleccionada de Pitirim Sorokin: Científic de Komi sobre el Servei de la Humanitat» (en rus), ha estat redactat la tardor de 2009 a Rússia.

## Obres principals
- Contemporary Sociological Theories (1928), Nova York: Harper. en línia gratuïta

- Principles of Rural-Urban Sociology (1929, amb Carle C. Zimmerman) Nova York: H. Holt. Prefaci: «A summary of Source book in rural sociology», en tres volums, preparat sota els auspicis del Departament d'Agricultura dels EUA i la Universitat de Minnesota, que es va publicar el 1930 o el 1931.[26]

- La sociologia de la revolució (1935) OCLC 84193425. FReprint, H. Fertig, 1967.[27]

- Dinàmica social i cultural (1937–1941), Cincinnati: American Book Company, 1937–1941. 4 vols.

- The Crisis of Our Age (1941), Nova York: Dutton, 1941 Basat en quatre volums de la dinàmica social i cultural de l'autor.[28]

- L'home i la societat en calamitat: els efectes de la guerra, la revolució, la fam, la pestilència sobre la ment humana, el comportament, l'organització social i la vida cultural, EP Dutton and Company, Inc., 1942

- Rússia i els Estats Units (1944)

- Society, Culture, and Personality: Their Structure and Dynamics, A System of General Sociology (1947), Harper & Brothers Publishers:, Nova York i Londres. (723 pàgines de dues columnes més un índex de 11 pàgines amb tres columnes i un índex de noms de 7 pàgines de tres columnes)

- Amb Geyl, Pieter i Toynbee, Arnold J. The Pattern of the Past: Can We Determine It? (Boston: Becon, 1949)

- Filosofies socials d'una època de crisi (1950)

- Amor altruista: un estudi sobre els «bons veïns» i els sants cristians americans (1950)

- Leaves From a Russian diary, and Thirty Years After (1950), Boston: Beacon Press. OCLC 1476438

- Fads and Foibles in Modern Sociology and Related Sciences (1956), Chicago:, H. Regnery Co. OCoLC 609427839. Reimprès per Greenwood Publishing Group, 1976,ISBN 978-0-8371-8733-4.

- The American Sex Revolution (1956), Boston: Porter Sargent Publishers

- A Long Journey: the Autobiography of Pitirim A. Sorokin (1963) College and University Press, LC 426641.

- Sociologia d'ahir, avui i demà (1963)

- Hunger As a Factor in Human Affairs (1975), University Press of Florida.